# 中山容
中山 容（なかやま よう、1931年11月28日 - 1997年3月7日）は、日本の翻訳家、詩人、英米文学研究者。「ボブ・ディラン全詩集」などの訳者として有名。平安女学院大学、京都精華大学で教鞭をとった。本名、矢ケ崎庄司。

## 経歴
東京都八王子市出身。1954年、明治学院大学文学部英文科卒業。
1959年～1960年、フルブライト奨学生として渡米し、サンフランシスコに滞在。ここで片桐ユズルと出会う。1968年、国際基督教大学修士課程修了。1960年代末、東京都立武蔵高等学校の英語教諭から、京都の平安女学院短期大学の教官となる。
片桐ユズルとともにボブ・ディランの楽曲の歌詞の翻訳を手がけ、関西フォーク運動の影の仕掛人のひとりとしても知られ、中山ラビ、古川豪、高石ともやらに影響を与えた。ピート・シーガーやボブ・ディランの歌を訳して若いシンガーたちに紹介。1969年8月、京都で開催された第4回フォークキャンプコンサートに出演するフォークキャンパーズのために、ボブ・ティランの「プレイボーイプレイガール」の替え歌を作詞し、全国各地でフォークキャンパーズを連れて、フォーク・キャンプをして回る。
詩の創作を行うほか、「ビート詩人」たちの詩を翻訳。ビート詩人の自作詩のポエトリー・リーディングの影響を受け、秋山基夫、有馬敲、片桐ユズルらとともに、オーラル派の詩人を形成。各地で、朗読会を企画・開催した。中国系アメリカ詩人もアラン・ラウらも参加した。
1972年、片桐ユズル、甲斐扶佐義、岡林信康らと京都市内で喫茶〈ほんやら洞〉開店。
1974年、片桐ユズル共訳による『ボブ・ディラン全詩集』(晶文社)刊行。この頃、東京の国分寺にできた「ほんやら洞」の支店を買取る。
1979年8月、片桐ユズル、中村哲（後にエフエム京都の代表取締役専務となる田中聡の筆名）との共編による『ほんやら洞の詩人たち』（晶文社）が刊行される。同年秋、甲斐扶佐義、ニコラ・ガイガー、中尾ハジメとともに「出町国際交流センター」（京都市左京区下鴨蓼倉町）設立。
1980年代前半ジョン・オカダ作の小説『ノーノーボーイ』を邦訳した後、「日系アメリカ文学研究所」を設立し、日系並びにアジア系アメリカ文学を研究紹介する。ニューズレター"IJAL NEWS"を発行。編集者は中山容、神田稔。ジョン・オカダの実弟の画家、フランク・オカダの講演会を京都ほんやら洞で開催する他、アジア系アメリカ人詩人、アラン・ラウなどの朗読会を主催。
1983年5月、1985年にピューリッツァー賞を受賞するスタッズ・ターケルの『よい戦争』(晶文社)を翻訳。晶文社から出版されたターケルの本のすべて（『仕事！』『インタビューという仕事』他）を翻訳ならびに監訳。
また、英米文学研究者として、京都精華大学短期大学部教授を経て、人文学部教授、学部長も務めた。
1993年4月、『ボブ・ディラン全詩302篇』(晶文社)を片桐ユズル共訳で出版。
1997年3月7日、京都市内の病院で死去。同年3月30日、中山ラビ、高田渡らが吉祥寺でライブを含めた「偲ぶ会」を開く。遠藤賢司、大塚まさじ、中川五郎、泉谷しげるらが駆けつけた。

## 著書

### 編著
- 若いひとの詩集 南勝雄, 中山容 編 評論社 1972
- 井上志津子の詩集 : 1977～1979 中山容 編 「かわら版」 1979
- ほんやら洞の詩人たち 片桐ユズル、中山容、中村哲共編、晶文社 1979

### 訳書
- ウィリアム・カーロス・ウィリアムズ詩集 片桐ユズル, 中山容 訳 国文社 1965 (ピポー叢書)
- ファーリンゲティ詩集 片桐ユズル, 中山容 訳編 思潮社 1968 (現代の芸術双書 ; 29)
- ボブ・ディラン全詩集 片桐ユズル, 中山容 訳 晶文社 1974
- 1960年代のアメリカ女性詩人たち 中山容 訳編 ポエトリーセンター 1976
- エロスの社会学 : 現代アメリカのラディカル思想 リチャード・キング 著,中山容, 渡辺潤 訳 新泉社 1978
- ノー・ノー・ボーイ ジョン・オカダ 著,中山容 訳 晶文社 1979
- キリストの殺害 W.ライヒ 著,片桐ユズル, 中山容 共訳 太平出版社 1979 (W.ライヒ著作集 ; 4)
- 海のなかのガラス ローレンス・ヤップ 著,中山容 訳 晶文社 1981 (ダウンタウン・ブックス)
- 就職しないで生きるには レイモンド・マンゴー 著,中山容 訳 晶文社 1981
- ドラゴン複葉機よ、飛べ ローレンス・ヤップ 著,中山容 訳 晶文社 1981 (ダウンタウン・ブックス)
- 仕事! スタッズ・ターケル 著,中山容 他訳 晶文社 1983
- 天才と女神 オールダス・ハクスレー 著,中山容 訳 野草社 1983
- インタヴューという仕事! スタッズ・ターケル 著,中山容 他訳 晶文社 1984
- よい戦争 スタッズ・ターケル 著,中山容 他訳 晶文社 1985
- 日系アメリカ・カナダ詩集 中山容, 新井弘泰 編・訳 土曜美術社 1985 (世界現代詩文庫 ; 9)
- 西海岸物語 ジョー・コットンウッド 著,中山容 訳 晶文社 1986
- シカゴ、シカゴ ネルソン・オルグレン 著,中山容 訳 晶文社 1988 (双書・20世紀紀行)
- ホーボーアメリカの放浪者たち フレデリック・フェイエッド 著,中山容 訳 晶文社 1988 (晶文社セレクション)
- 先生も人間です : 教室は舞台です。先生は役者です。子供たちはー?母親はー?父親はー?教育行政ってなんだ? ジャック・グリーンシュタイン 著,中山容 訳 晶文社 1989
- アメリカン・ドリーム スタッズ・ターケル 著,中山容 他訳 白水社 1990
- アメリカの分裂 スタッズ・ターケル 著,中山容 他訳 晶文社 1990
- ルーダンの悪魔 オルダス・ハクスリー 著,中山容, 丸山美知代 訳 人文書院 1990
- 20世紀の歴史 第10巻 大衆文化 下 1945～ 虚栄の市 / R.モールトビー 編　中山容 監訳 平凡社 1991
- アメリカ・暴力の歴史 W.E.ホロン 著,中山容, 福本麻子 訳 人文書院 1992
- ボブ・ディラン全詩302篇 片桐ユズル, 中山容 訳 晶文社 1993